# Aloe translucens
Aloe translucens é uma espécie de liliopsida do gênero Aloe, pertencente à família Asphodelaceae.